# Ánirnar

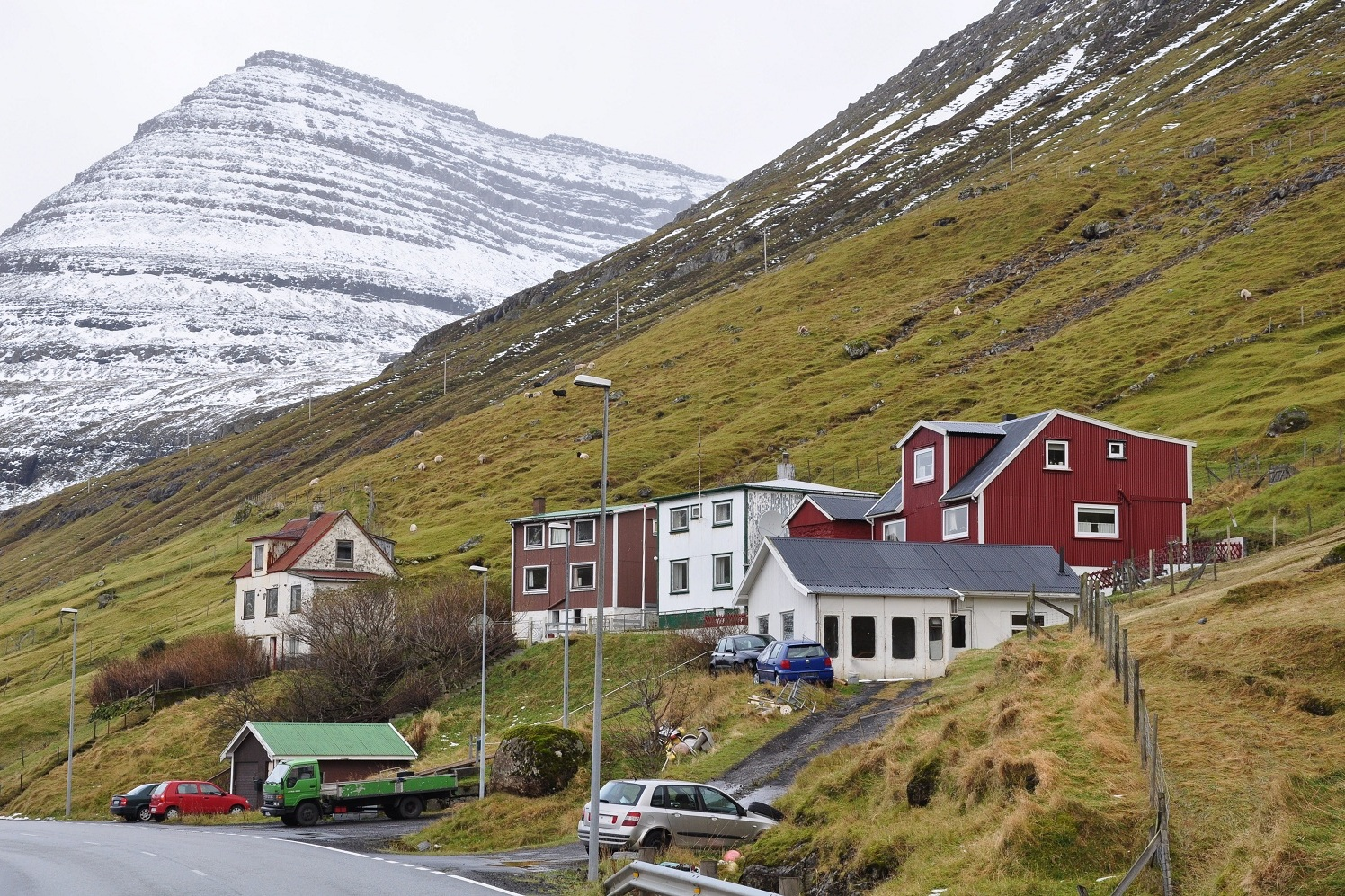
Ánirnar

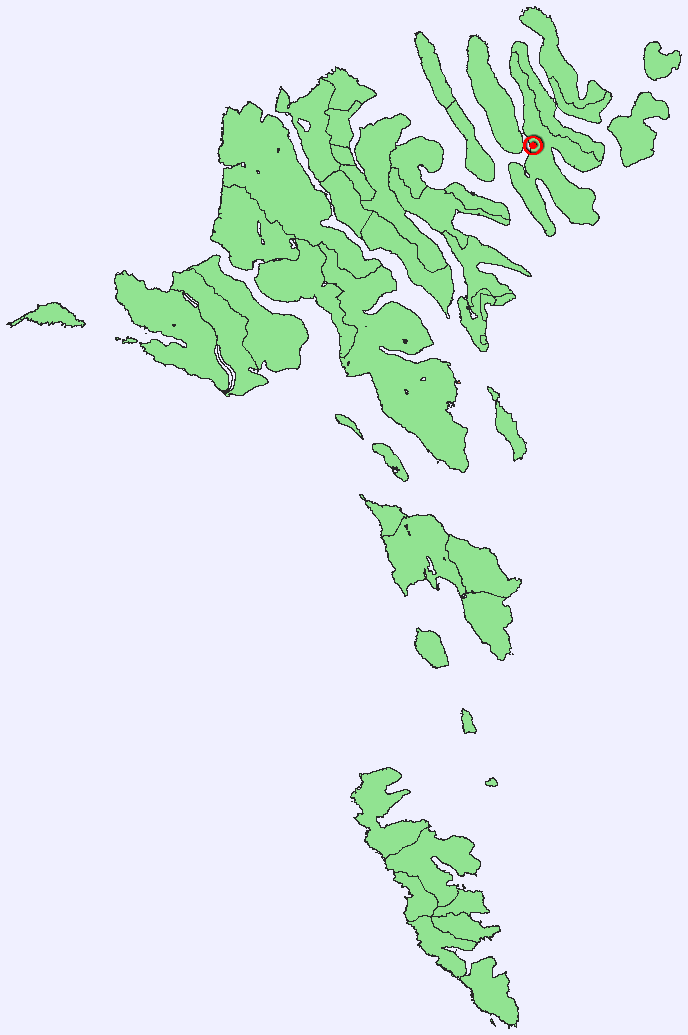
Lage von Ánirnar

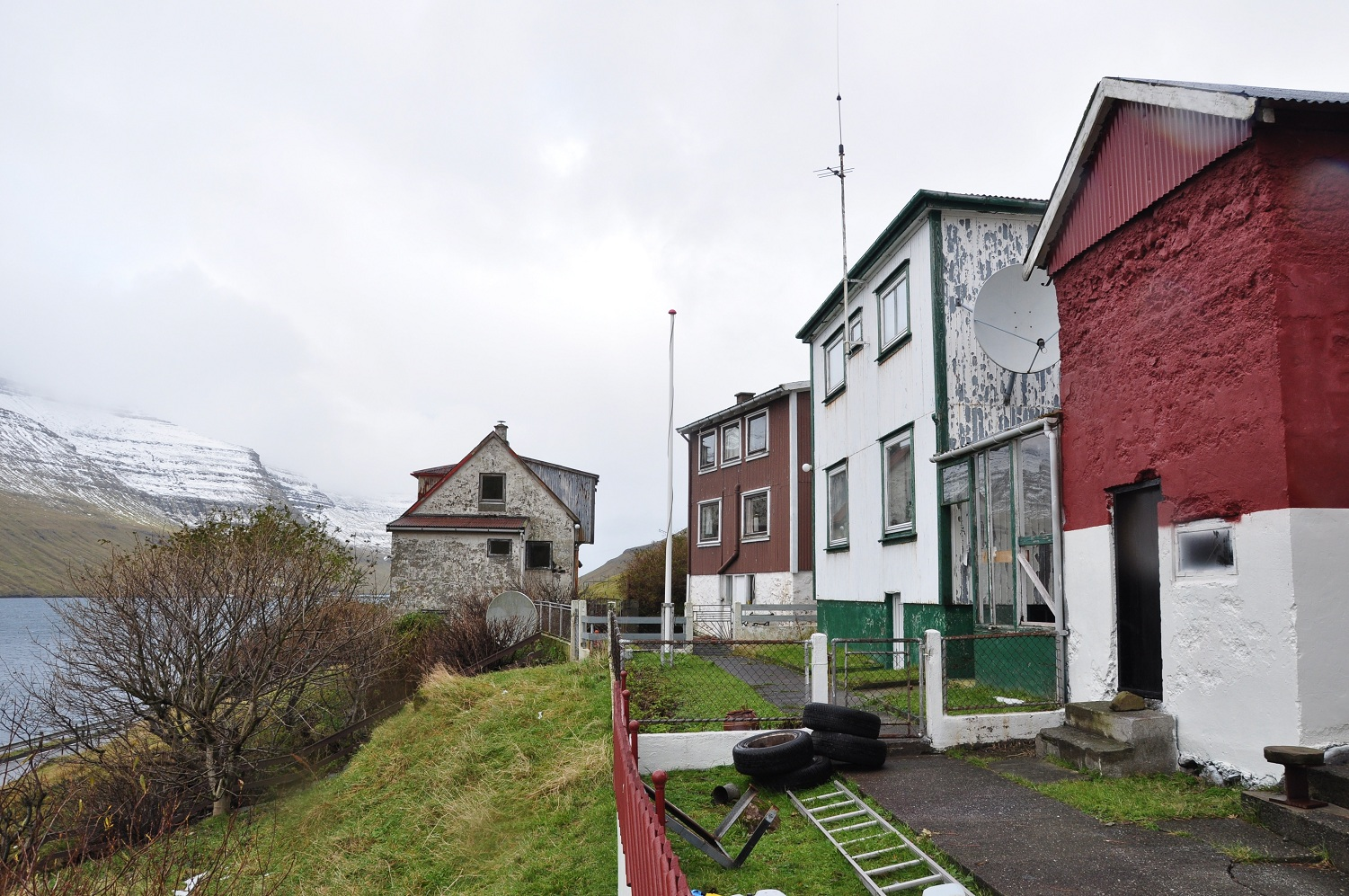
Ánirnar

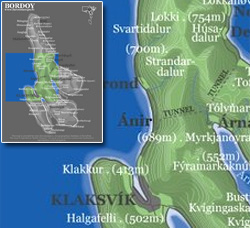
Ánirnar

Ánirnar [ˈɔanɪɹnaɹ] (bis 2011 Ánir) [ˈɔanɪɹ] (dänisch: Åerne) ist ein kleiner Ort der Färöer auf der Nordinsel Borðoy.
- Einwohner: 24 (1. Januar 2011)
- Postleitzahl: FO-726
- Kommune: Klaksvíkar kommuna

Das färöische Wort ánir ist eine seltene Variante von vánir und bedeutet „Prognosen, Aussichten, Hoffnungen“.
Ánirnar liegt nördlich der Nordinseln-Metropole Klaksvík an der Westküste von Borðoy und wurde 1840 gegründet, da aufgrund des Bevölkerungswachstums neuer Grund und Boden erschlossen werden musste. Gegenüber dem Ort liegt die Südspitze der Insel Kunoy.
Ánirnar verfügt über einen modernen Hafen, der den Klaksvíker Hafen erweitert. Neben Frachtverkehr und Fischerei dient er auch der Überseefähre Norröna als Ausweichhafen. Seit dem 3. Oktober 2007 heißt er Norðhavnin („der Nordhafen“).